# Feliz Deserto
Feliz Deserto es un municipio brasileño situado en el estado de Alagoas. Tiene una población estimada, en 2024, de 4038 habitantes.
Tiene una superficie total de 110.06 km².

## Historia
El lugar donde se localiza el municipio era originalmente una aldea de indios caetes.
La colonización fue iniciada algunos años más tarde, cuando naufragó en las proximidades de la costa el holandés Domingo Mendes. Acompañado de su esposa se instaló cerca de la aldea indígena junto con los sobrevivientes del naufragio y organizó un pueblo.
Según la tradición, Domingos Mendes encontró una imagen de Nuestra Señora Madre de los Hombres debajo de un frondoso anacardo. Aunque el lugar estaba desierto, se sintió feliz con su hallazgo, por lo que bautizó al pueblo con el nombre de Feliz Deserto.
Fue elevado a la categoría de municipio el 23 de julio de 1960, tras ser separado de Piaçabuçu.

## Economía
La economía del municipio está basada en la agricultura. La región es productora de coco y caña de azúcar. La población todavía realiza trabajos artesanales basados en la utilización de la taboa, una planta de la región.